# Фильоль, Анри
Анри Фильоль (фр. Antoine Pierre Henri Filhol; 11 мая 1843, Тулуза — 28 апреля 1902, Париж)— французский врач, малаколог и натуралист родом из Тулузы. Сын Эдуара Фильоля (1814—1883), куратора Тулузского музея.

## Биография
Получив начальное образование в родном городе, переехал в Париж, где стал доктором медицины и доктором наук. С 1879 года — профессор зоологии в Тулузе. Затем работал зоологом в Париже. С 1897 года — член Парижской академии наук. Плодотворно занимался и палеонтологией.
Был врачом и натуралистом во французской экспедиции на остров Кэмпбелл (Новая Зеландия), посвященной наблюдению транзита Венеры. На острове в его честь был назван пик Фильоля. В 1883 году совместно с Альфонсом Мильн-Эдвардсом и другими учёными он совершил плавание на борту судна «Талисман».

## Коллекция Анри Фильоля

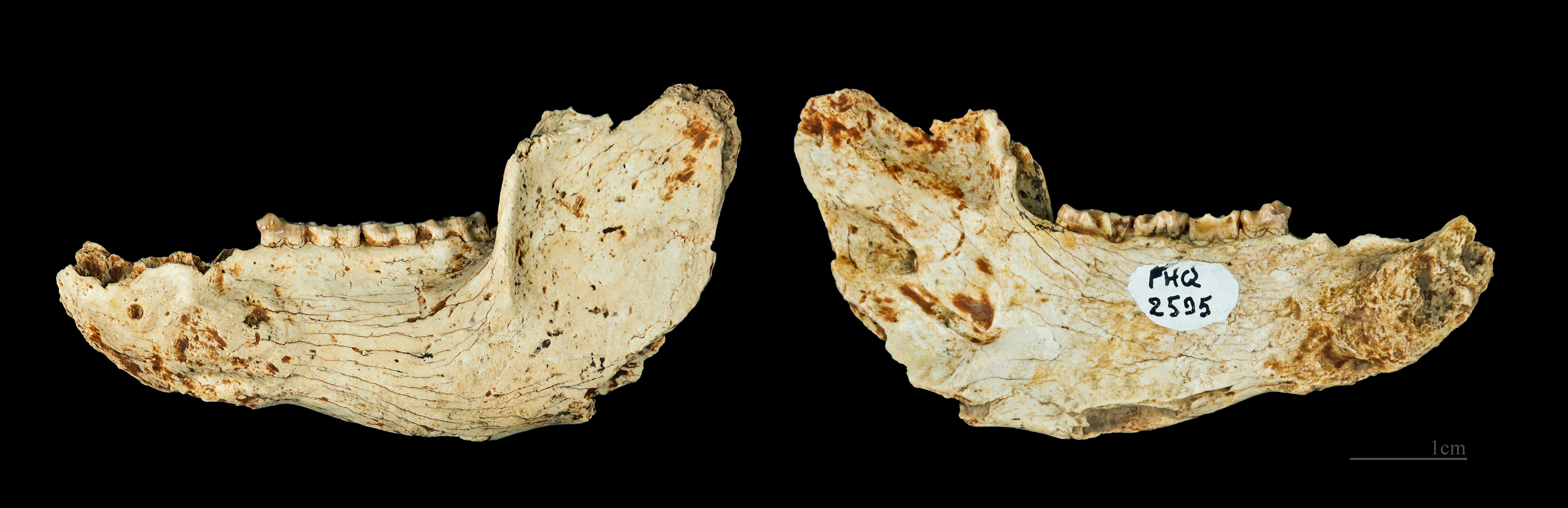
Adapis parisiensis, Тулузский музей
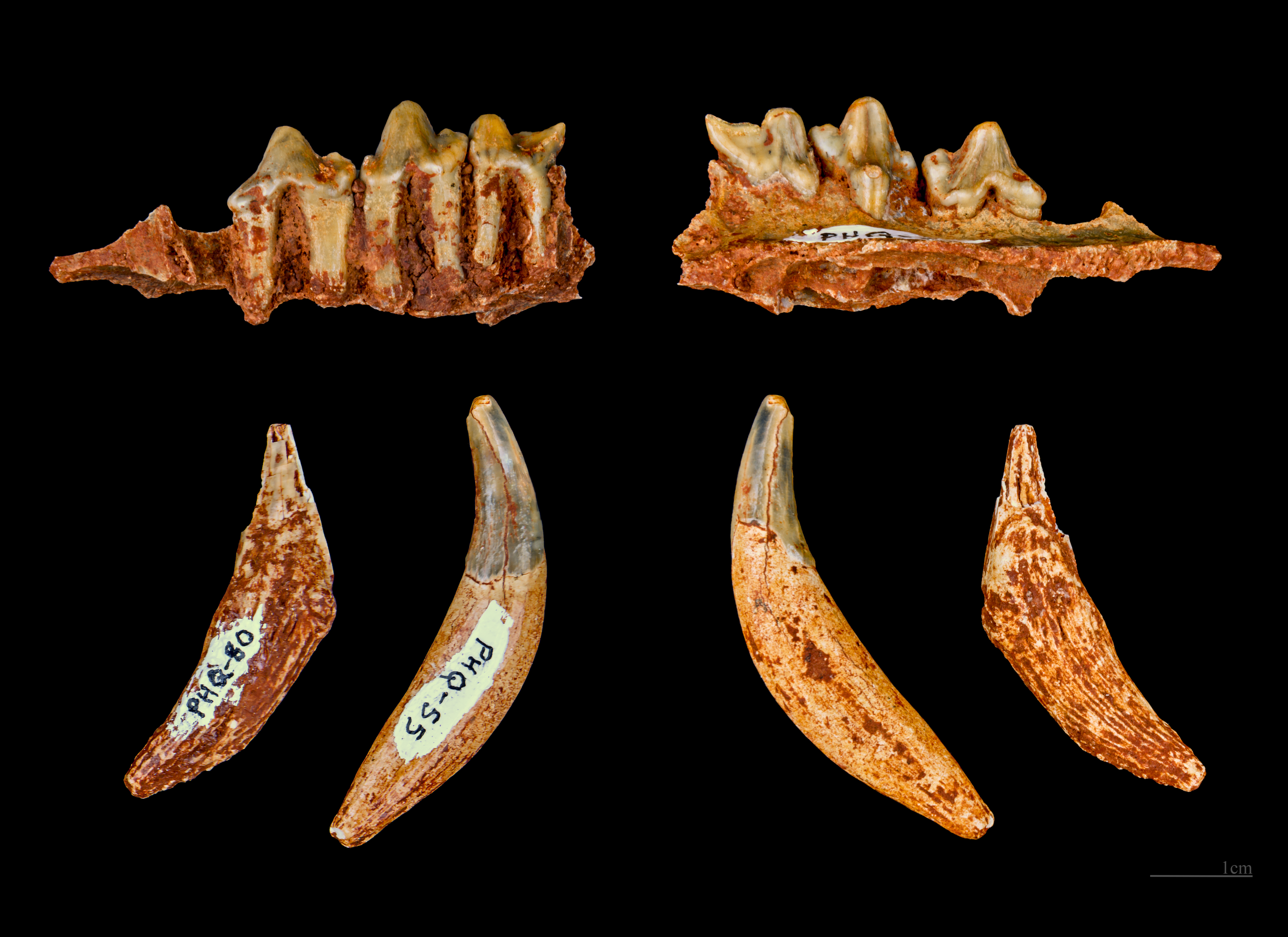
Hyaenodon filholi, Тулузский музей
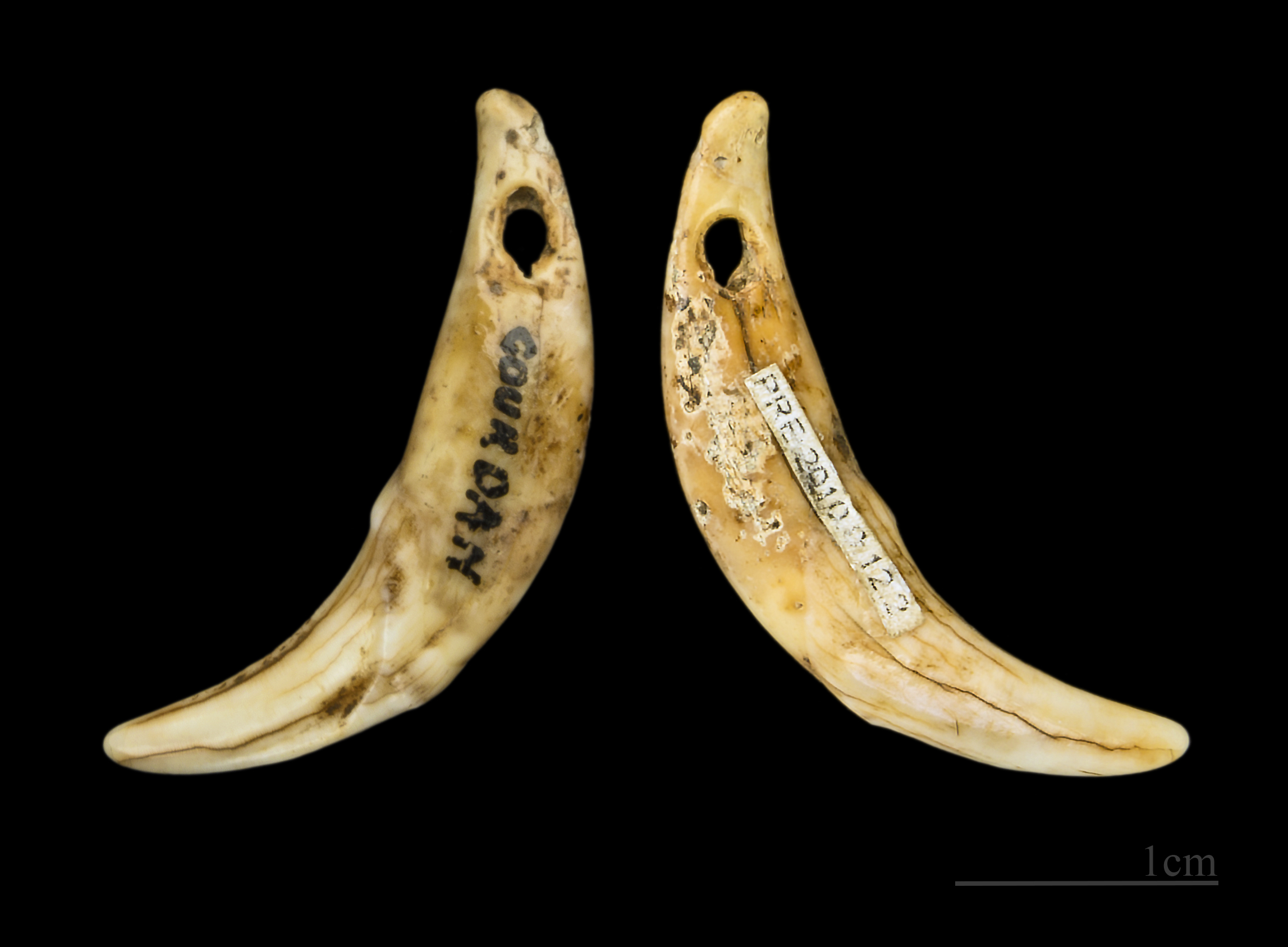
Украшение из волчьей или собачьей кости, Мадленская культура, Гурдан-Полиньян, Тулузский музей
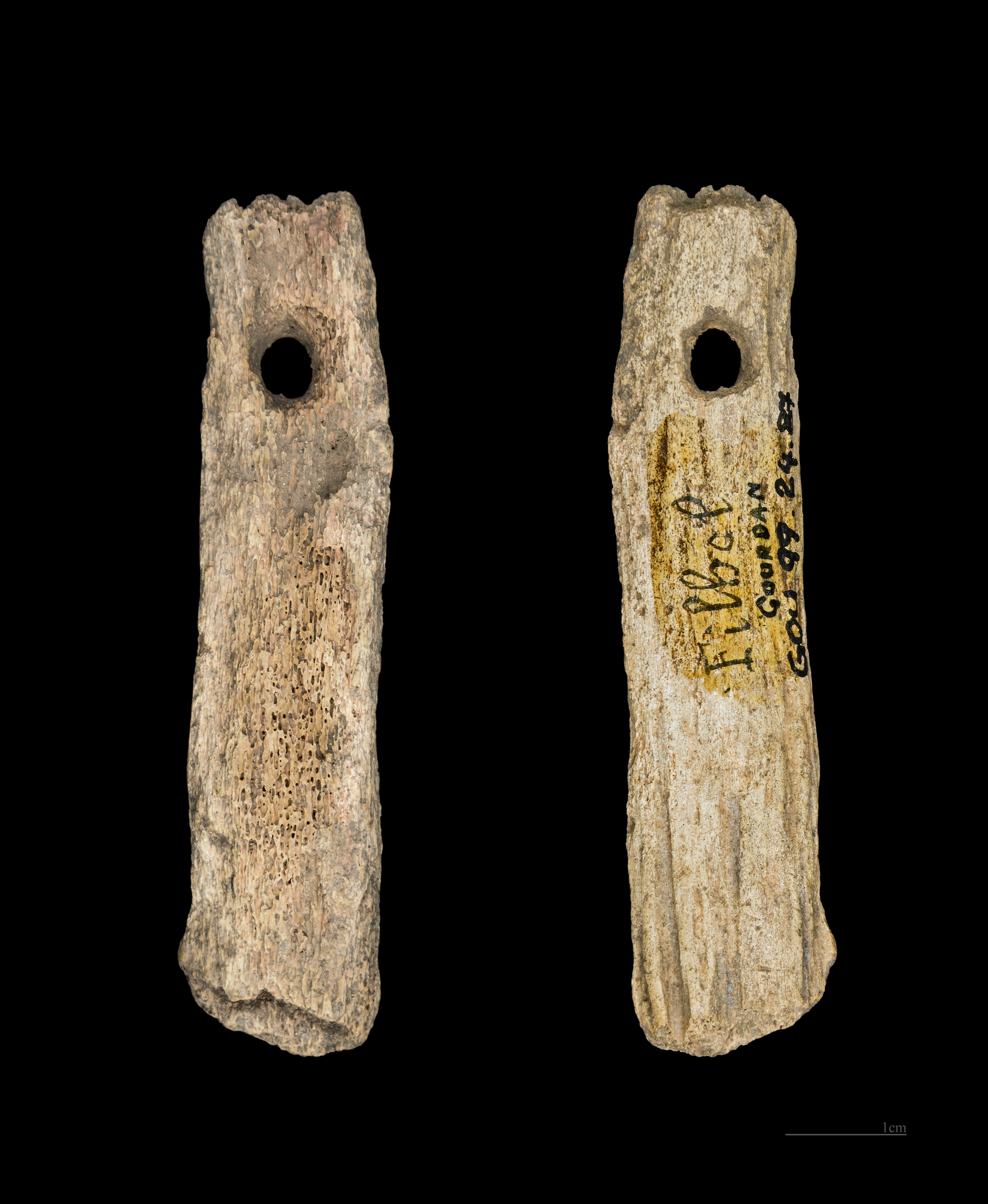
Подвеска из оленьей кости, Гурдан-Полиньян, Тулузский музей